# Georg Friedrich Krause
Georg Friedrich Krause (* 2. April 1768 in Prenzlau; † 22. November 1836 in Weimar) war preußischer Staatsrat und Oberforstmeister sowie forstwissenschaftlicher Autor.
In Prenzlau geboren wurde er 1794 Leutnant der Artillerie, 1800 Direktor der Forstplankammer und Oberforstrat in Berlin, 1802 Dozent an der dortigen Forstschule, 1809 Staatsrat und Oberforstmeister; 1817 ging er in Pension, um sich seinen Publikationen zu widmen.
Harald Winkel beschrieb ihn als „rationalistisch-liberalen preußischen Beamten“, der seine meisten Ansichten von Adam Smith entlehnt habe. Krause stand mit dem Kreis der Preußischen Reformer in regem Kontakt. Einige seiner Anregungen fanden zwischen 1801 und 1806 in einigen gelungenen Ablösungen von Forstservituten in Ostpreußen ihre Auswirkung.
Am 22. November 1836 verstarb er im Alter von 68 Jahren in Weimar, wo er ab 1833 ansässig gewesen war.

## Schriften
- Compendium der niederen Forstwissenschaften, Berlin 1806
- Anleitung zur Abschätzung und Berechnung des Geldwerts der Forstgrundstücke, Leipzig 1812
- Kompendium der höhern Forstwissenschaften, Leipzig 1824
- Anleitung zur Behandlung des Mittelwaldes, Leipzig 1829
- Versuch eines Systems der National- und Staatsökonomie, Leipzig  1830
- Über die Ablösung der Servituten und Gemeinheiten in den Forsten, Gotha 1833
- Über die Forstgesetzgebung in Deutschland, Gotha 1834